# Hammada al-Hamra

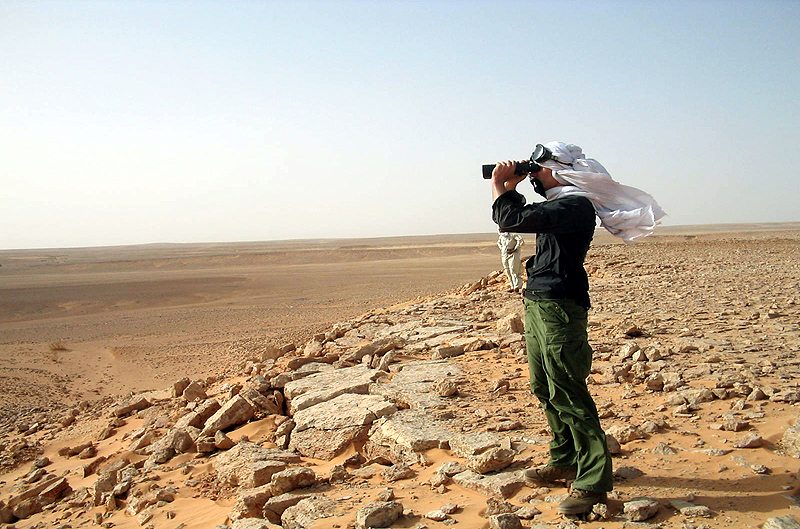
Erosionsfläche in der Hammada al-Hamra

Die Hammada al-Hamra (auch Hamadet el-Hamra geschrieben; arabisch الحمادة الحمراء, DMG al-ḥammāda al-ḥamrāʾ ‚Rote Steinwüste‘) ist ein steiniges Plateau in der nordwestlichen libyschen Sahara.
Der arabische Name „Rote Hammada“ hat seinen Ursprung in der durch Eisenoxide im Lössstaub hervorgerufenen lateritroten Färbung der Geröll- und Schotterböden. Die Hammada al-Hamra erstreckt sich über eine Fläche von rund 84.000 Quadratkilometer mit einer Ausdehnung von etwa 440 km in Ost-West-Richtung und rund 190 km in Nord-Süd-Richtung. Ihre weiten kargen Flächen verfügen nur über sehr geringe hydraulische Gefälle und sind daher nur von wenigen Trockentälern (Wadis) durchzogen. Im Süden wird die Hammada al-Hamra durch das tieferliegende Wadi asch-Schati und den Jabal al-Hasawna (28° 0′ N, 14° 0′ O) begrenzt, im Südwesten durch die Sanddünen des Erg Ubari. Im Norden und Osten läuft das Plateau nahezu eben aus. Die höchsten Erhebungen der Hammada al-Hamra reichen bis auf 825 m Höhe.

## Besiedelung und Verkehr
In der Hoffnung, durch Brunnengraben die einstige Ergiebigkeit der Quellen wieder herstellen und die Fruchtbarkeit der Oasen wieder erwecken zu können, hat eine englische Gesellschaft um 1910 eine Schmalspurbahn von Farschud über die weite Hammada bis zur großen Oase verlegt und dort zahlreiche alte versandete Brunnenschächte wieder gereinigt. Die dabei angelegten Felder sind rasch versalzt und versandet, die Bahn wurde von der Regierung angekauft, das von der Handelsgesellschaft angelegte Kapital wurde ihr ersetzt, woraufhin kein Interesse mehr bestand, den Betrieb aufrecht zu unterhalten.
Nahezu die gesamte Hammada al-Hamra ist, von einigen Ölbohrcamps abgesehen, heute permanent unbewohnt. Ihre wenigen fruchtbaren Täler werden als Weidegrund für wild grasende Kamele genutzt. Der einzige ganzjährig wasserführende Brunnen ist Tehmet Burschada in einem kleinen Wadi am Südrand der Hammada al-Hamra. Seine Position ist nicht auf den gängigen Karten vermerkt und lediglich Ortskundigen bekannt. An Bodenschätzen birgt die Hammada al-Hamra nennenswerte Erdölvorkommen in ihrem Norden und Nordwesten. Diese wurden 1976 festgestellt und werden seit 1980 wirtschaftlich erschlossen. Maßgeblich beteiligt an diesen Projekten sind die Unternehmen Wintershall und Schlumberger. Daneben wurden kleinere Vorkommen an Phosphaten festgestellt. 
Aufgrund ihrer günstigen Bodenbeschaffenheit für den Transport wird die Hammada al-Hamra heute als Transitstrecke für die Route von Ghadames nach Sabha genutzt. Bis in das späte 19. Jahrhundert wurde die Hammada al-Hamra zu Fuß und mittels Lastkamelen in ihrem östlichen Bereich insbesondere von Sklavenkarawanen auf der Route vom Tschadsee zu den Cyrenaikahäfen durchquert. Der durch die Hammada al-Hamra führende Abschnitt der Route wurde noch zu Heinrich Barths Zeiten aufgrund der extremen Trockenheit, des schattenlosen Geländes und der damit verbundenen enormen Belastungen für den Reisenden Darb al-Attasch, der „Pfad des Durstes“, genannt. Noch heute findet man entlang dieser abgelegenen Route bisweilen menschliche Skelette.

## Entstehungsgeschichte
Das Plateau der Hammada al-Hamra besteht aus fossilarmen marinen Dolomit- und anderen Kalksteinsedimenten, die reich an Flintsteineinschlüssen sind. Es ruht auf einer 20 bis 100 m mächtigen Sandsteinformation, die an einigen Stellen Tonmergel und Gipseinschlüsse deckt. Geologisch ist das Plateau der Hammada erst im Pleistozän durch Flussterrassierung aus einem größeren Verbund, zu dem auch das Dar al-Gani-Plateau gehörte, abgetrennt worden. Seine heutige karge Gestalt hat sich im Holozän gebildet. Sie ist weitgehend das Ergebnis von Winderosion des nahezu ganzjährig wehenden Nordostwindes. Die Oberflächenkörnungen von 10 bis 100 mm sind das Ergebnis chemischer und mechanischer Verwitterungsprozesse, die noch heute an den unterliegenden marinen Kalk- und Dolomitkalksedimenten wirken, die jedoch in den vergangenen humideren Klimaphasen weitaus stärker gewirkt haben dürften. Man geht davon aus, dass die Hammada al-Hamra noch bis vor rund 3000 Jahren über weite Strecken von einer Mutterbodenschicht bedeckt war, die von einem durchgehenden Savannenbewuchs aus Baum-, Strauch- und Graspflanzen gebunden wurde. Bedingt durch das seit ca. 3000 Jahren zunehmend aridere Klima zog sich die Vegetation nahezu vollständig aus der Hammada al-Hamra zurück und die freiliegenden Böden wurden ein Opfer der Winderosion. Reste der mineralreichen Böden aus den humideren Klimaphasen finden sich als Matrix zwischen den freiliegenden Geröllen und im Lee von Bodenwellen und einzelnen Erhebungen.

## Die Hammada al-Hamra als Meteoriten-Aggregationsfläche

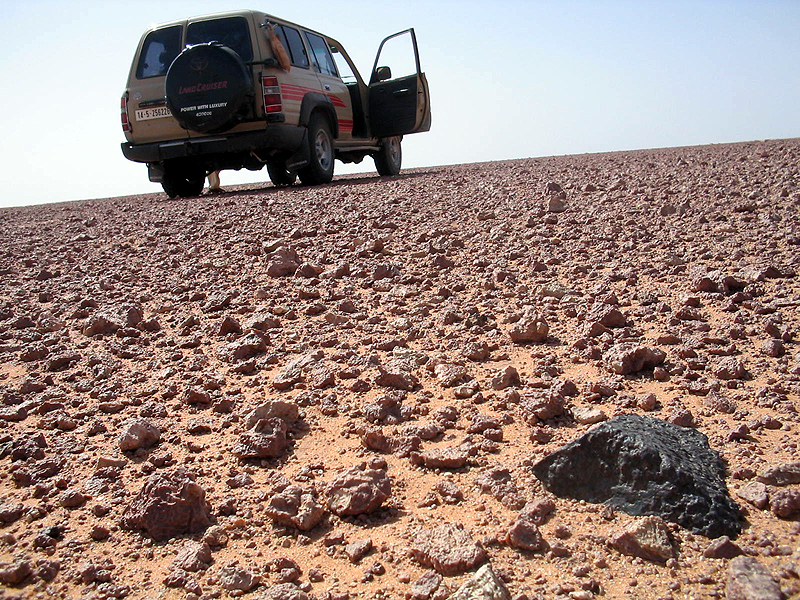
Meteoritenfund in der Hammada al-Hamra

Zusammen mit bestimmten anderen Regionen der Nordwest- und Zentralsahara (in Algerien: Acfer und Tanezrouft, in Libyen: Dar al-Gani) zählt die Hammada al-Hamra zu den seltenen Meteoriten-Aggregationsflächen. Insbesondere durch das geringe Gefälle ihrer Flächen und die Bodenbedeckung in humideren Klimaphasen lagen hier günstige Voraussetzungen für die Konservierung von gefallenen Meteoriten während der einzelnen Feuchtperioden vor. Mit zunehmend aridem Klima erodierten die Böden und die einsedimentierten Meteoriten traten auf den Winderosionsflächen zutage, wo sie heute abgesammelt werden können. Die Hammada al-Hamra befindet sich darüber hinaus noch im Lee des weiter östlich befindlichen Dschebel al Aswad. Dieser wirkt als Barriere gegen den Sandflug aus den östlichen Sandseen, der sich in anderen Gebieten der Sahara durch den mit ihm verbundenen Abrieb negativ auf die natürliche Konservierung von Meteoriten auswirkt. Aufgrund des leicht basischen Dolomituntergrundes hat sich der sonst auf den Oberflächengesteinen der Sahara häufig anzutreffende dunkle Wüstenlack, der die optische Erkennung von Meteoriten nahezu unmöglich macht, auf der Hammada al-Hamra kaum ausgebildet. Die in der Regel schwarzen Meteoriten heben sich daher auf dem beige-roten Untergrund relativ gut ab und sind bei guten Lichtverhältnissen aus Distanzen bis zu 50 m vom Fahrzeug aus zu erkennen. Bis heute konnten so auf dem Gebiet der Hammada al-Hamra rund 400 unterschiedliche, d. h. aus verschiedenen Fällen stammende, Meteoriten geborgen werden. Die überwiegende Mehrzahl davon im Süden und Südosten der Hammada al-Hamra.